# Natasha Lyonne

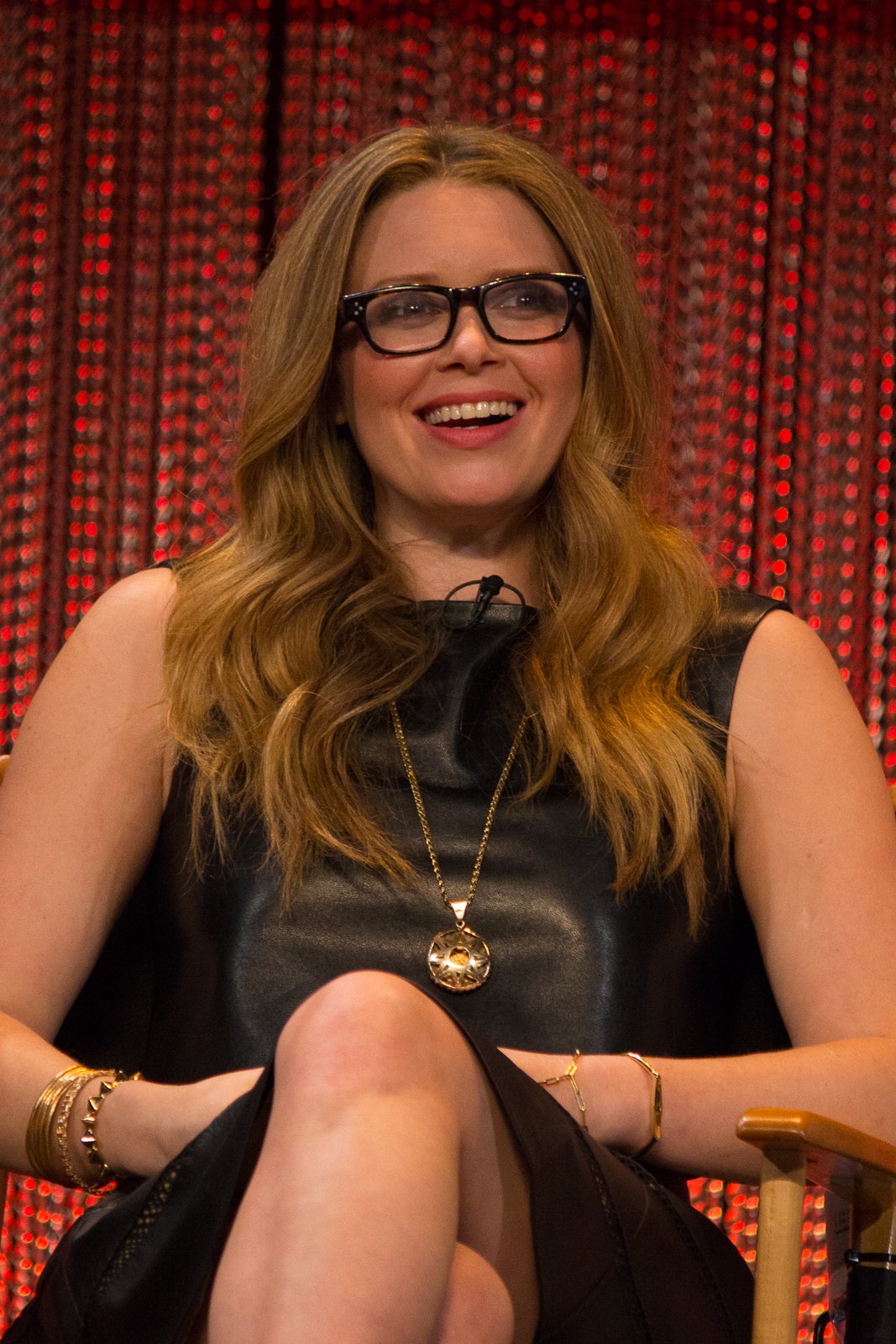
Natasha Lyonne (2014)

Natasha Bianca Lyonne Braunstein (ur. 4 kwietnia 1979 w Nowym Jorku) – amerykańska aktorka, która grała m.in. w serialach Russian Doll i Orange Is the New Black.

## Filmografia

### Filmy
- Zgaga (Heartburn, 1986) jako Rachel's Niece
- A Man Called Sarge (1990) jako dziewczynka
- Dennis Rozrabiaka (Dennis the Menace, 1993) jako Polly
- Wszyscy mówią: kocham cię (Everyone Says I Love You, 1996) jako DJ
- Slumsy w Beverly Hills (Slums of Beverly Hills, 1998) jako Vivian Abromowitz
- Odkrycie profesora Krippendorfa (Krippendorf's Tribe, 1998) jako Shelly Krippendorf
- Modern Vampires (1998) jako Rachel
- Spotlight on Location: American Pie (1999) jako ona sama
- Cheerleaderka (But I'm a Cheerleader, 1999) jako Megan Williams
- Detroit Rock City (1999) jako Christine
- American Pie, czyli sprawa dowcipna (American Pie, 1999) jako Jessica
- The Auteur Theory (1999) jako Rosemary Olson
- Spojrzenie mordercy 2 (Freeway II: Confessions of a Trickbaby, 1999) jako White Girl – Crystal Van Meuther
- Rat Girl  (1999)
- Gdyby ściany mogły mówić 2 (If These Walls Could Talk 2, 2000) jako Jeanne
- Kate i Leopold (Kate & Leopold, 2001) jako Darci
- Plan B (2001) jako Kaye
- Szara strefa (The Grey Zone, 2001) jako Rosa
- Straszny film 2 (Scary Movie 2, 2001) jako Megan Voorhees
- Fast Sofa (2001) jako Tamara
- American Pie 2 (2001) jako Jessica
- Night at the Golden Eagle (2002) jako Amber
- Comic Book Villains (2002) jako Judy
- ZygZak (Zigzag, 2002) jako Jenna
- Cleavage (2002) jako ona sama
- Party Monster (2003) jako Brooke
- Die, Mommie, Die! (2003) jako Edith „Edie” Sussman
- America Brown (2004) jako Vera
- Madhouse (2004) jako Alice
- Blade: Mroczna Trójca (Blade: Trinity, 2004) jako Sommerfield
- My Suicidal Sweetheart (2005) jako Grace
- Roboty (Robots, 2005) jako Loretta Geargrinder (głos)
- Francis Hamper  (2005)
- Bękarty diabła (The Devil’s Rejects, 2005) jako Candy
- All About Evil (2010) jako Deborah Tennis
- 4:44 Ostatni dzień na Ziemi (2011) jako Tina
- American Pie: Zjazd absolwentów (2012) jako Jessica
- Daleko ci do sławy (2013) jako ona sama
- Sypiając z innymi (2015) jako Kara
- Cześć, na imię mam Doris (2015) jako Sally
- Yoga Hosers (2016) jako Tabitha Collette
- Ad Astra (2019) jako Tanya Pincus
- Glass Onion: Film z serii „Na noże” (2022) jako Natasha Lyonne

### Seriale
- Pee-wee's Playhouse (1986) jako Opal
- Trawka (2012) jako Tiffany
- Orange Is the New Black[1] (2013-2019) jako Nicky Nichols
- Russian Doll[1] (2019, 2022) jako Nadia Vulvokov (również twórczyni serialu)
- Poker Face (2023) jako Charlie Cale